# Kouhu
Kouhu (chinesisch 口湖鄉, Pinyin Kǒuhú Xiāng) ist eine Landgemeinde im Landkreis Yunlin in der Republik China (Taiwan).

## Lage
Kouhu liegt an der Westküste Taiwans in der Südwestecke des Landkreises Yunlin. Die Nachbargemeinden sind Sihu im Norden, Shuilin im Westen und Dongshi im südlich benachbarten Landkreis Chiayi. Die südliche Begrenzung der Gemeinde bildet der Fluss Beigang (Peikang) oder Beigangxi (北港溪, chinesisch 溪, Pinyin Xī – „kleiner Fluss“). Die Gemeinde bildet eine flache Küstenebene. Geologisch besteht Kouhu aus Schwemmland, das im Holozän entstanden ist.
Kouhu liegt nördlich des Wendekreis des Krebses und damit in den Subtropen. Das Klima ist warm und regenreich. Die Durchschnittstemperaturen variieren zwischen 16 und 18 °C im Januar und 28 bis 30 °C im Juli/August (Daten 1993 bis 2004). Der Jahresniederschlag liegt bei etwa 1350 mm, wobei mehr als die Hälfte von Juni bis August registriert werden. Der Jahresniederschlag variiert von Jahr zu Jahr teilweise erheblich (im Zeitraum 1994 bis 2005 zwischen etwa 800 mm und über 2000 mm). Der Tidenhub an der Küste beträgt bis zu etwa 3,5 Metern.
Der Gemeinde vor der Küste südwestlich vorgelagert ist die etwa 17,2 km² große Waisanding-Sandbank (外傘頂洲, engl. manchmal einfach Barrier Island). Die Sandbank erhebt sich nur knapp aus dem Meer und ist unbesiedelt. Ihre Fläche wird nicht zur Gemeindefläche mitgerechnet und auf vielen Karten (z. B. Google Maps) ist sie gar nicht eingezeichnet. Durch Erosion und Sedimentation wandeln sich ihre Grenzen ständig. Administrativ ist sie der Gemeinde Kouhu zugeordnet.

## Geschichte
In historischer Zeit änderte sich die Küstenlinie durch Überschwemmungen und Verlandungen mehrfach deutlich. Ursprünglich lebten Pingpu (Angehörige der in den Ebenen lebenden indigenen Völker Taiwans) in der Gegend. Diese wurden nach und nach durch Han-Chinesen, die spätestens seit der Regierungszeit Qianlongs in größerer Zahl von Festland her kamen, verdrängt oder assimiliert. Eine befestigte Siedlung Jianshan (chinesisch 尖山堡, Pinyin Jiānshān bǎo) wurde gegründet. Nachdem 1887, gegen Ende der Qing-Herrschaft über Taiwan der Landkreis Yunlin eingerichtet wurde, wurde die Gegend von Kouhu diesem administrativ zugeordnet. Die heutigen Gemeindegrenzen wurden im Jahr 1920, zur Zeit der japanischen Herrschaft über Taiwan, festgelegt. Mit der Reorganisation der Verwaltung Taiwans im Jahr 1950 zur Zeit der Republik China wurde der Ort zu einer Landgemeinde im wieder neu eingerichteten Landkreis Yunlin. Der Name ‚Kouhu‘ (口湖) bedeutet wörtlich „Mündungs-Gewässer“ (口,  Kǒu – „Mund“, 湖,  hú – „See“) und leitet sich zum einen von der Flüssmündung mit Lagune und zum anderen wohl von den hier vielfach vorhandenen Fischteichen ab.

## Bevölkerung
Der Bevölkerungsanteil indigener Völker an der Wohnbevölkerung Kouhus ist, wie bei allen Gemeinden an der Westküste Taiwans, gering.
Ende 2017 lag er bei etwa 0,2 % (weniger als 100 Personen). Im Gemeindegebiet von Kouhu gab es im Jahr 2016 41 Tempel (38 taoistische, 3 buddhistische).

## Verwaltungsgliederung
| Administrative Gliederung Kouhus |
| a b c d e f g h i j k l m n o p q r s t u a: Xialun 下崙村 b: Lunzuhong 崙中村 c: Bubei 埔北村 d: Lundong 崙東村 e: Qinghan 青蚶村 f: Dinghu 頂湖村 g: Bunan 埔南村 h: Gangxi 港西村 i: Hudong 湖東村 j: Kouhu 口湖村 k: Gangdong 港東村 l: Xiecuo 謝厝村 m: Taizi 台子村 n: Chenglong 成龍村 o: Heliao 蚵寮村 p: Guogang 過港村 q: Wubei 梧北村 r: Hukou 湖口村 s: Wunan 梧南村 t: Shuijing 水井村 u: Houcuo 後厝村 Waisanding-Sandbank 外傘頂洲 |

Kouhu ist in 21 Dörfer gegliedert:
- Hudong (湖東村)
- Kouhu (口湖村)
- Dinghu (頂湖村)
- Bubei (埔北村)
- Bunan (埔南村)
- Xiecuo (謝厝村)
- Heliao (蚵寮村)
- Xialun (下崙村)
- Lunzuhong (崙中村)
- Lundong (崙東村)
- Qinghan (青蚶村)
- Gangdong (港東村)
- Gangxi (港西村)
- Taizi (台子村)
- Chenglong (成龍村)
- Hukou (湖口村)
- Shuijing (水井村)
- Houcuo (後厝村)
- Wunan (梧南村)
- Wubei (梧北村)
- Guogang (過港村)

## Verkehr
Die Provinzstraße 61 („Westküsten-Schnellstraße“, Western Coastal Highway) verläuft parallel zur Provinzstraße 17 in Nord-Süd-Richtung durch Kouhu. Etwa in der Mitte zweigt die Kreisstraße 164 ab, die von der Küste weg ins Landesinnere führt.

## Landwirtschaftliche Produkte
Etwa 3500 ha werden als Ackerland genutzt. Quantitativ am bedeutendsten ist der Anbau von Reis, Süßkartoffeln, Futtergetreide, Zuckerrohr, Kohl und Erdnüssen. Schweinezucht wird in größerem Maßstab betrieben. Kouhu ist ein bedeutendes Aquakultur- und Fischereizentrum. Hier werden Meeräschen, Meerbrassen, Hundszungen, Zehnfußkrebse, Japanische Venusmuscheln und Aale gezüchtet bzw. gefangen.  Eine Besonderheit Kouhus sind die an der Küste „angebauten“ Rotalgen der Gattung Graciliaria. Die nach dem Kochen intensiv dunkelgrünen Algen werden als „Meeresgemüse“ (海的蔬菜, oder 巧味芽, „wohlschmeckende Knospe“) vermarktet.
Ursprünglich spielte auch die Austernzucht eine größere Rolle. Jedoch wurden im Jahr 1991 größere Küstenabschnitte für offshore-Industriebedürfnisse reserviert, so dass die Austernzucht und Fischerei hier nur noch sehr eingeschränkt möglich war. Nachdem in den Jahren 2004 bis 2015 keinerlei neue Industrieansiedlungen dort stattfanden, gab es Forderungen, die betroffenen Küstenabschnitte wieder für die Austernfischerei freizugeben.

## Sehenswürdigkeiten

### Waisanding-Sandbank

Änderungen der Lage und Form der Sandbank zwischen 1956 und 2000

Ein touristisches Ziel ist die vor der Küste liegende, langgestreckte Waisanding-Sandbank, zu der man mit Ausflugsbooten gelangt. Die Sandbank entstand aus angespülten Sedimenten der Flüsse Zhuoshui (濁水溪), Beigang und Hsiluo (西螺溪). Zwischen dem Jahr etwa 1790 und 1911 mündete der Fluss Zhuoshui (das größte Flusssystem Taiwans) deutlich weiter südlich als heute, so dass die Sedimenteinträge dieses Flusses mehr als ein Jahrhundert lang zum Wachstum der Sandbank beitrugen. Im Rahmen eines Plans zur Eindämmung von Überflutungen wurde im Jahr 1911 der Flusslauf und die Mündung des Zhuoshui etwa 14 Kilometer nach Norden verlegt, was dazu führte, dass der nördliche Zustrom von Sediment zur Sandbank weitgehend versiegte. Dadurch bewegte sich die Sandbank in den Jahren 1932 bis 1952 mit einer Geschwindigkeit von etwa 250 Metern pro Jahr Richtung Süden. In der Dekade 1973 bis 1984 wurden am südlichen Ende sogar 500 Meter pro Jahr gemessen. Auch vermehrte Sedimenteinträge der Flüsse nach größeren Erdbeben (in neuerer Zeit das Jiji-Erdbeben 1999) beeinflussten die Formänderung der Sandbank. Insgesamt ist seit 1911 eine deutliche Erosion der Sandbank zu beobachten. Von Wissenschaftlern waren daher Vorschläge zu hören, dass künstliche Barrieren, z. B. Wellenbrecher errichtet werden sollten, und die Sandbank bepflanzt werden solle, um die Erosion zu stoppen oder zu verlangsamen. Der englische Name Barrier Island weist auf die Wirkung der Sandbank als Küstenschutzbarriere hin. Im Falle ihres Verschwindens, auch vor dem Hintergrund des weltweit steigenden Meeresspiegels, werden schwerwiegende Folgen für die dahinterliegenden Küstenabschnitte befürchtet (Erosion, Hochwasser, Versalzung etc.).
Im April 2016 richtete Taiwan nördlich der Waisanding-Sandbank vor der Küste Yunlins und Miaolis eine 763 km² Schutzzone für den Chinesischen Weißen Delfin ein.

### Chenglong-Feuchtgebiet
Das 171 ha große Chenglong-Feuchtgebiet (成龍濕地) entstand, nachdem landwirtschaftlich genutztes Land mehrfach von Taifun-verursachten Überschwemmungen betroffen war (vor allem im August 1986 und im Juli 1996). Danach blieb das Land sich selbst überlassen und wandelte sich allmählich zu einer Salzmarsch, die zu einem Refugium für Pflanzen, Fische und Vögel wurde und schließlich Schutzstatus erhielt.

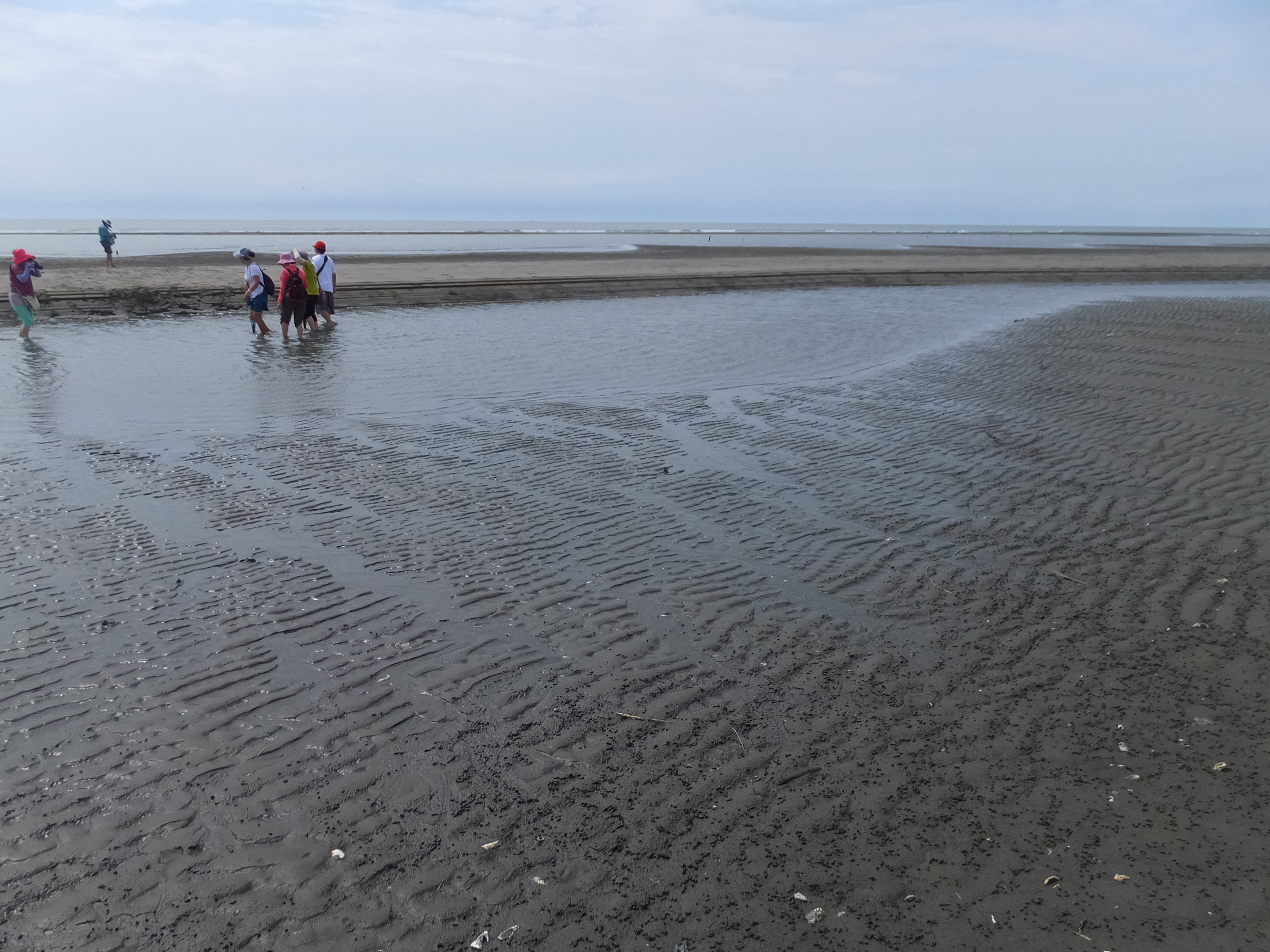
Waisanding-Sandbank
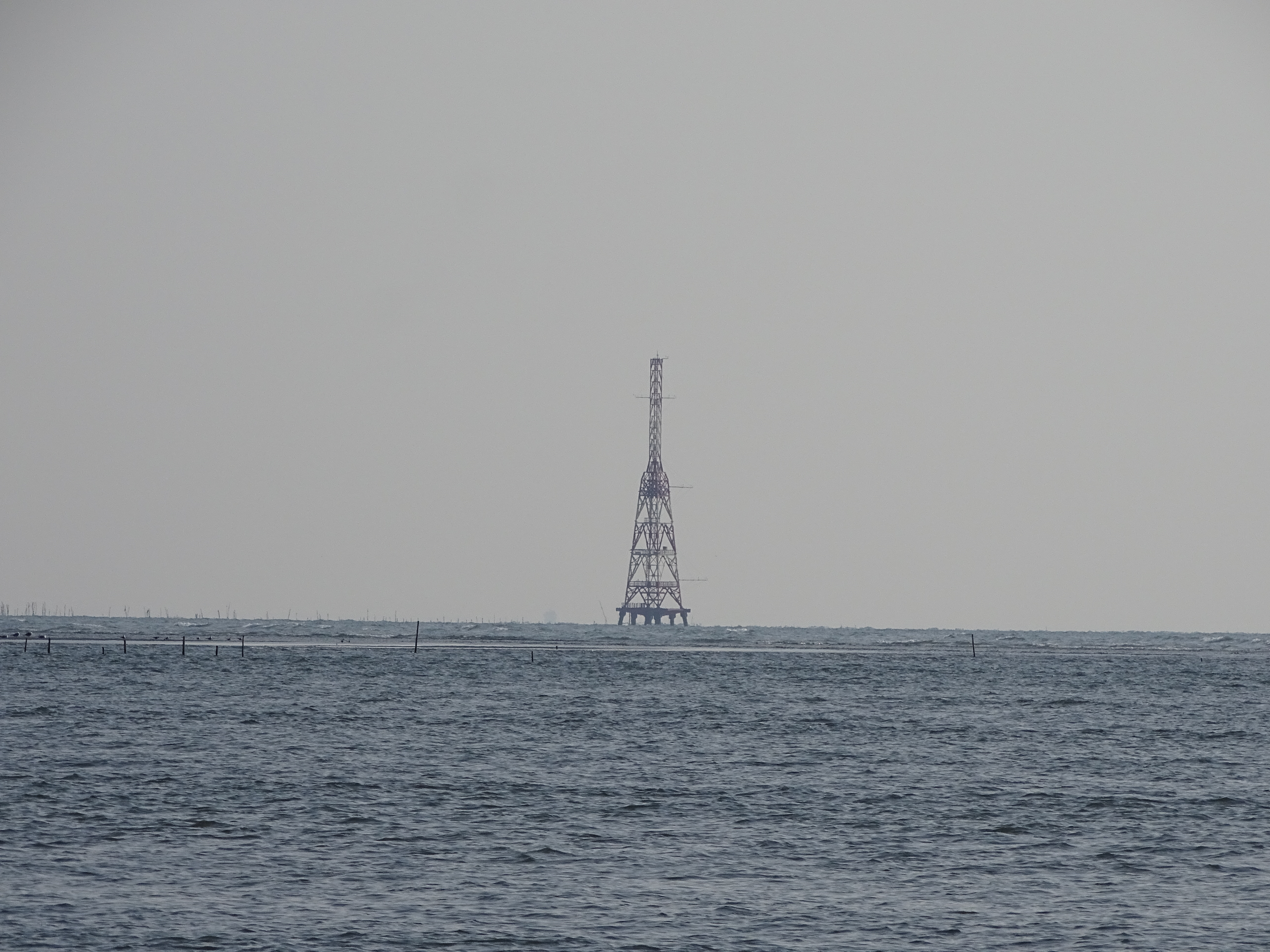
Leuchtturm auf der Sandbank
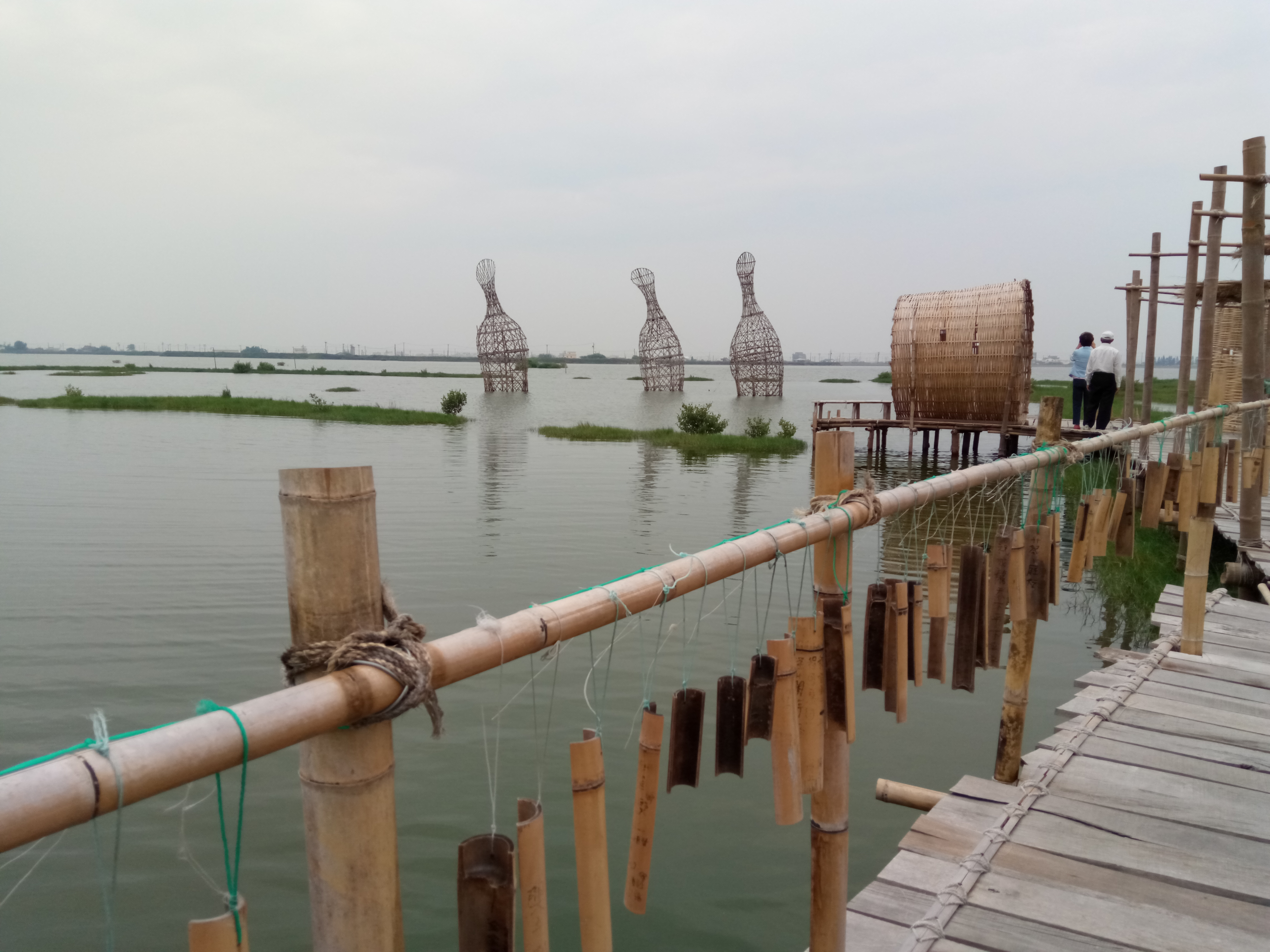
Chenglong-Feuchtgebiet